# サミット郡 (オハイオ州)
座標: 北緯41度07分 西経81度31分 / 北緯41.117度 西経81.517度
サミット郡（英: Summit County）は、アメリカ合衆国オハイオ州北西部に位置する都市型の郡である。人口は54万0428人（2020年）。郡庁所在地はアクロンである。

## 地理
アメリカ合衆国統計局によると、この郡は総面積1,088 km2 (420 mi2).である。このうち1,069 km2 (413 mi2) が陸地で19 km2 (7 mi2) が水地域である。総面積の1.75%が水地域である。

### 隣接する郡
- カヤホガ郡 - 北
- ジアーガ郡 - 北東
- ポーテージ郡 - 東
- スターク郡 - 南
- ウェイン郡 - 南西
- メダイナ郡 - 西

## 人口動勢
2000年国勢調査で、この郡は542,899人、217,788世帯、及び144,611家族が暮らしている。人口密度は508/km2 (1,315/mi2) である。216/km2 (559/mi2) の平均的な密度に230,880軒の住宅が建っている。この郡の人種的な構成は白人83.50%、アフリカン・アメリカン13.19%、先住民0.20%、アジア1.41%、太平洋諸島系0.02%、その他の人種0.29%、及び混血1.39%である。人口の0.88%はヒスパニックまたはラテン系である。
この郡内の住民は25.00%が18歳未満の未成年、18歳以上24歳以下が8.20%、25歳以上44歳以下が29.60%、45歳以上64歳以下が23.00%、及び65歳以上が14.10%にわたっている。中央値年齢は37歳である。女性100人ごとに対して男性は92.90人である。18歳以上の女性100人ごとに対して男性は89.30人である。
この郡の世帯ごとの平均的な収入は42,304米ドルであり、家族ごとの平均的な収入は52,200米ドルである。男性は40,117米ドルに対して女性は26,831米ドルの平均的な収入がある。この郡の一人当たりの収入 (per capita income) は22,842米ドルである。人口の9.90%及び家族の7.50%は貧困線以下である。全人口のうち18歳未満の14.00%及び65歳以上の6.80%は貧困線以下の生活を送っている。

## 行政
主要記事：Ohio county government

## 都市及び町

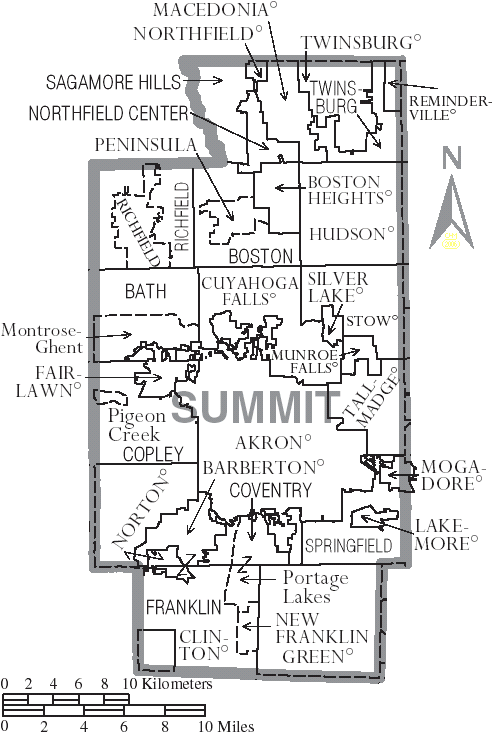
市町及び郡区を表示する、サミット郡の地図。

### 都市
- アクロン（郡庁所在地）
- Cuyahoga Falls
- Stow
- Barberton
- Hudson
- Tallmadge
- Fairlawn
- Munroe Falls
- グリーン（Green）
- マセドニア（Macedonia）
- ニューフランクリン（New Franklin）
- ノースフィールド（Northfield）
- ノートン（Norton）
- ツインバーグ（Twinsburg）

### 村
- Boston Heights
- Clinton
- Lakemore
- Mogadore
- Peninsula
- Reminderville
- Richfield
- Silver Lake